# Mary Crow Dog
Mary Crow Dog, aussi connue sous le nom de Mary Brave Bird, née le 26 septembre 1954 sur la réserve indienne de Rosebud dans le Dakota du Sud et décédée le 14 février 2013 au Nevada, est une écrivaine et activiste Sioux Lakota.

## Biographie
Mary Ellen "Ohitika Win" Brave Bird est née le 26 septembre 1954 sur la réserve indienne de Rosebud dans le Dakota du Sud, elle est décédée le 14 février 2013 à Crystal Lake (Nevada) sous le nom Mary Ellen Crow Dog-Olguin.
Elle a eu six enfants de ses deux maris et un fils illégitime.
Son premier mari était le chef et homme-médecine Lakota Sicangu Leonard Crow Dog, avec qui elle a eu trois enfants : Leonard Junior, June Bug, Robert He Crow "Anwah" et Jennifer, et dont elle a divorcé en raison de la mauvaise situation de la famille.
Son second mari était Rudi Olguin, à la fois "Chicano" (Mexicain vivant aux Etats-Unis) et d'ascendance amérindienne zapotèque et lakota,  Elle lui a donné deux enfants : Francisco "Rudi" et Summer Rose. Ils restèrent unis jusqu'au décès de Rudi.
Son fils illégitime, Pedro avait pour père un Lakota (Sioux) disparu peu après que la grossesse de Mary soit rendue publique. Pedro est né pendant le siège de Wounded Knee en 1973.
Le nom indien "Ohitika Win" = "femme courageuse" de Mary Crow Dog lui a été donné après les évènements de Wounded Knee pour témoigner de sa bravoure lorsqu'elle mit au monde son fils Pedro, risquant alors sa vie et celle de son fils sous les fusillades.

## Œuvre
Elle est l'auteure de deux livres autobiographiques, Lakota Woman ma vie de femme Sioux  et Ohitika Woman ( Femme Sioux envers et contre tout) et fut le sujet du film Lakota Woman, siège à Wounded Knee, décrivant les évènements de 1973, lorsque l'American Indian Movement voulut commémorer le massacre de Wounded Knee.
Ses livres, tout comme le film, parlent des conditions de vie dans la réserve indienne de Pine Ridge (Dakota du Sud), et de l'implication du FBI et du BIA (Bureau des Affaires Indiennes) dans la répression du renouveau culturel et identitaire amérindien des années 70s.